# Antonio de Ignacios
Antonio Ignacio Pérez Giménez (Montevideo, 4 de julio de 1893 - ibíd. 5 de febrero de 1963) fue un escritor uruguayo conocido como Antonio de Ignacios, su seudónimo literario. 

## Biografía
Fue el tercer hijo del matrimonio formado por Antonio Pérez Barradas y Santos Giménez Rojas, españoles residentes en Montevideo. Fue hermano de la compositora y pianista Carmen Barradas (1888-1963) y del pintor Rafael Barradas (1890-1929).
A diferencia de sus hermanos que optaron por el apellido de la abuela paterna para firmar sus creaciones artísticas, él adoptó el seudónimo Antonio de Ignacios.
En 1915 se trasladó a España. En 1918 y 1920 milita en las filas del ultraísmo literario dando a conocer algunos poemas visuales en Un Enemic del Poble, Tableros y Alfar.
En 1921 regresó a su país, pasando largas temporadas en Argentina. En 1940, junto a su hermana Carmen, fundó la revista infantil Andresillo y se ocupó de la galería particular Rafael Barradas, espacio de tertulias y muestras pictóricas dedicado a difundir la obra de Barradas.
Es autor de Fragmentarismo (1929); Diversidad (1930); La visión de un andariego (1931); La novelería de la niñez (1939). Publicó obras teatrales, destacando Teatro de Escenas múltiples (1937). En 1953 apareció la biografía Historial Rafael Barradas, biografía dedicada a su hermano. Julio J. Casal, compiló algunos poemas suyos en Antología de la poesía uruguaya (1940).
Murió en su ciudad natal, el 5 de febrero de 1963.

## Obras
- Historial Rafael Barradas (Montevideo, 1953)